# استیون پروئیت
استیون پروئیت (به انگلیسی: Steven Pruitt) یکی از مشارکت‌کنندگان داوطلب ویکی‌پدیا از سن آنتونیوی تگزاس است. او در ویکی‌پدیای انگلیسی بیش از هر مشارکت‌کنندهٔ دیگری ویرایش کرده‌است.
با بیش از پنج میلیون ویرایش و ایجاد بیش از ۳۵٬۰۰۰ مقاله، او در سال ۲۰۱۷ توسط مجلهٔ تایم به عنوان یکی از ۲۵ چهرهٔ تأثیرگذار اینترنت انتخاب شد. نام کاربری پروئیت در ویکی‌پدیا سر آمانتیو دی نیکولائو (Ser Amantio di Nicolao) است. او از طریق مشارکت در ویکی‌پروژهٔ زنان قرمز به مبارزه با سوگیری سیستمی در ویکی‌پدیا کمک کرده‌است.